# Марцинковице (Мехувский повет)
Марцинкови́це (пол. Marcinkowice) — село в Польше в сельской гмине Харшница Мехувского повета Малопольского воеводства.
Село располагается в 5 км от административного центра гмины села Мехув-Харшница, в 13 км от административного центра повета города Мехув и в 43 км от административного центра воеводства города Краков.
В 1975—1998 годах село входило в состав Келецкого воеводства.